# Les Toqués
Week-end chez les toquées
Les Toqués est une série télévisée française en six épisodes de 90 minutes créée par Catherine Touzet et Ludovic Pion-Dumas, diffusée entre le 9 mars 2009 et le 2 mai 2011 sur TF1. Elle a aussi été diffusée en Suisse sur TSR1 et en Belgique sur La Une.
À la suite du départ d'Édouard Montoute, l'un des deux acteurs principaux, la série change de style et de titre en 2011 : Week-end chez les toquées. Lors du 6e et dernier épisode des Toqués, Ingrid Chauvin est la seule actrice principale.

## Synopsis
Dans la première saison, Martin et Fanny sont opposés : Martin dans sa caravane à burgers "Easy Riders" et Fanny dans le prestigieux restaurant La grande Voile ; Tom et Jérémie vont parier sur la réussite de Martin et sur la faillite de Fanny. Du coup, dans la deuxième saison, Martin et Fanny se retrouvent à la Paillote mais monsieur B., aidé par Tom et Jérémie, souhaite s'emparer de la Paillote. Trahis par Monsieur B., Tom et Jerémie vont devoir aider Fanny et Martin contre Monsieur B. dans le troisième épisode afin de reprendre les commandes de La grande Voile et de la Paillote.

## Distribution
- Ingrid Chauvin : Fanny Marsant
- Édouard Montoute : Martin Soléno (épisodes 1, 2, 3, 4, 5)
- Jade Mbody : Lou (épisodes 2, 3, 4, 5)
- Hubert Benhamdine : Tom (épisodes 1, 2, 3)
- Alban Casterman : Jérémie (épisodes 1, 2, 3)
- Nathalie Kanoui : Mireille (épisodes 1, 2, 3)
- Andréa Ferréol : Rose
- André Penvern : Tony
- Bruno Wolkowitch : monsieur Bey (épisodes 2, 3)
- Davia Martelli : Eva
- Jimmy Woha-Woha : Brandon (épisode 1)
- Arnaud Binard : Simon (épisode 4)
- Virginie Hocq : Anne Ronsard (épisode 4)
- Anthony Bastié : Antoine (épisode 4)
- Laurence Cormerais : Camille (épisode 4)
- Michel Lopez : Gérard (épisode 4)
- Géraldine Loup : Juliette (épisode 4)
- Daniel Russo : (épisode 5)
- François-David Cardonnel : Mathieu (épisode 6)
- Arno Gibey : Henri (épisode 2)
- Marc Duret : Pierrot (épisode 5)
- Frédérique Tirmont : Mado, la mère de Fanny (épisode 5)
- Nathalie Corré : Clémentine (épisode 6)
- Michel Scotto Di Carlo : Michel Perrin (épisode 6)
- Franck Ferrari : Ricardo (épisode 6)
- Ingrid Mareski : Christelle (épisode 6)
- Frédéric Anscombre : Paul (épisode 6)
- Christophe Grégoire : Jean Forlani (épisode 6)
- Virginie Pauc : Diane (épisode 6)

## Épisodes

### Première saison (2009)

#### Épisode 1:Les toqués(pilote)
- Réalisation : Patrick Malakian
- Diffusion : 9 mars 2009
- Audience : 7 084 000 téléspectateurs, 28 % de part de marché

- Résumé : À Cassis, deux cuisiniers au profil très différent son amenés à se côtoyer malgré eux : Fanny est le chef exigeant d'un grand restaurant, tandis que Martin possède une petite sandwicherie. Bien qu'ils ne se connaissent pas ou du moins ne se sont jamais adressés la moindre parole, ils se détestent déjà. Et quand deux milliardaires débarquent avec pour but de faire de l'ombre à Fanny et faire de Martin un richissime baroudeur, l'étau entre les deux ennemis n'en fait plus qu'un.

#### Épisode 2:La ruée vers l'or
- Réalisation : Patrick Malakian
- Diffusion : 16 novembre 2009
- Audience : 6 754 000 téléspectateurs, 26,2 % de part de marché

- Résumé : Fanny et Martin, désormais associés, ont bien du mal à relancer la paillote de Rose, dont ils viennent de prendre la gérance. Tom et Jérémy, les deux richissimes machiavéliques, sont bien décidés à se venger : ils vont jusqu'à placer un vrai faux trésor de Cléopâtre juste en face de la paillote. Pour compliquer le tout, l'ex-femme de Martin lui annonce qu'il a une fille, Lou.

### Deuxième saison (2010)

#### Épisode 3:Le cheval de Troie
- Réalisation : Stéphane Kurc
- Diffusion : 1er mars 2010
- Audience : 5 860 000 téléspectateurs

- Résumé :

#### Épisode 4:Allô Mars, ici Vénus
- Réalisation : Laurence Katrian
- Diffusion : 18 octobre 2010
- Audience : 5 332 000 téléspectateurs

- Résumé : Fanny est aux anges : d'un côté, elle obtient l'accord d'ouvrir une école de cuisine avec Martin ; de l'autre, elle retrouve Simon, son amour de jeunesse, dont elle n'a jamais cessé d'être amoureuse. Alors que Simon propose à Fanny de partir avec lui en Argentine, la chargée de mission envoyée pour statuer sur l'octroi de l'ouverture de l'école débarque un mois plus tôt. C'est la panique, d'autant que les travaux sont loin d'être finis ! De plus, Fanny et Martin n'ont en leur main aucun commis.

#### Épisode 5:La cuisine de l'amour
- Réalisation : Laurence Katrian
- Diffusion : 6 décembre 2010
- Audience : 6 774 000 téléspectateurs

- Résumé : Lou fait par erreur courir le bruit que Martin et Fanny se sont fiancés. Alors qu'ils souhaitent mettre à plat le quiproquo, ils ne peuvent que le dissimuler puisqu'ils peuvent perdre leur sponsor. Qui dit perdre leur sponsor, dit perdre leur école gastronomique.

### Troisième saison (2011)

#### Épisode 6:Un nouveau départ
- Réalisation : Laurence Katrian
- Diffusion : 2 mai 2011
- Audience : 5 288 000 téléspectateurs
- Résumé : Fanny doit chercher un nouvel associé pour pallier le départ de Martin, une tâche qui se révère ardue compte tenu de l'excentricité des candidats.